# دينغ شيوشيانغ
دينغ شيوشيانغ (من مواليد 13 سبتمبر 1962)، ذكر، من جنسية الهان، موطنه الأصلي نانتونغ، جيانغسو، سياسي من جمهورية الصين الشعبية، نائب الحزب وزعيم الدولة على المستوى الوطني، وأحد الموظفين الأساسيين في القمة الزعيم شي جين بينغ. تخرج من كلية نورث إيست للمعدات الثقيلة (الآن جامعة يانشان) بدرجة البكالوريوس في تكنولوجيا ومعدات الحدادة والضغط من قسم التصنيع الميكانيكي، ودرجة الماجستير في الإدارة من كلية الإدارة بجامعة فودان، ومهندس أول على مستوى الأستاذ (لقب مهني كبير). انضم إلى الحزب الشيوعي الصيني في أكتوبر 1984. وهو عضو مناوب في اللجنة المركزية الثامنة عشرة للحزب الشيوعي الصيني، وعضو في اللجنة المركزية التاسعة عشرة، وعضو في المكتب السياسي للجنة المركزية، وعضو. سكرتارية اللجنة المركزية. وهو حاليا عضو في المكتب السياسي للجنة المركزية للحزب الشيوعي الصيني، وسكرتير أمانة اللجنة المركزية للحزب الشيوعي الصيني، ومدير المكتب العام للجنة المركزية للحزب الشيوعي الصيني، وسكرتير لجنة عمل أجهزة الدولة المركزية، ومدير مكتب. الأمين العام للجنة المركزية للحزب الشيوعي الصيني، ومدير مكتب رئيس جمهورية الصين الشعبية، ومدير مكتب اللجنة المركزية للأمن القومي.

## حياتة

### المراهقة
في عام 1978، في سن 16، تم قبول دينغ شيوشيانغ في كلية نورث إيست الآلات الثقيلة (الآن جامعة يانشان) لدراسة تكنولوجيا ومعدات الحدادة والضغط من قسم التصنيع الميكانيكي.
بعد تخرجه في عام 1982، تم تعيينه في معهد شنغهاي لبحوث المواد التابع لوزارة صناعة الآلات. عمل على التوالي باحثا، ونائبا لمدير المكتب، وأمينا للجنة رابطة الشباب، ومديرا للمكتب، ومديرا لإدارة الدعاية، ومديرا للمكتب التاسع؛ وفي عام 1994، رقي إلى منصب نائب المدير؛ وفي عام 1996، تمت ترقيته إلى منصب مدير. خلال هذه الفترة، حصل دينغ أيضا على درجة الماجستير في العلوم في الإدارة من كلية الإدارة، جامعة فودان، شنغهاي (درجة الدراسات العليا أثناء العمل).

### حياته المهنية
في عام 1999، في سن 37، تخلى دينغ شيوشيانغ عن دراسته لدخول السياسة وأصبح [نائب مدير لجنة العلوم والتكنولوجيا] في بلدية شنغهاي. ومنذ ذلك الحين، عمل في الجهاز الحزبي والحكومي لبلدية شنغهاي، حيث شغل منصب نائب أمين لجنة مقاطعة تشابي التابعة للحزب الشيوعي الصيني، ورئيس المقاطعة بالنيابة ورئيس المقاطعة في عام 2001، ونائب مدير إدارة التنظيم في لجنة الحزب الشيوعي الصيني لبلدية شنغهاي ومدير مكتب موظفي بلدية شنغهاي في عام 2004. وفي تشرين الثاني/نوفمبر 2006، عين نائبا للأمين العام للجنة بلدية شنغهاي التابعة للحزب الشيوعي الصيني ومديرا للمكتب العام للجنة الحزب البلدي، مسؤولا عن الأجهزة السرية التابعة مباشرة للجنة الحزب البلدي.
في مايو 2007، في سن ال 45، تم تعيين دينغ شيوشيانغ كعضو في اللجنة الدائمة والأمين العام للجنة بلدية شنغهاي للحزب الشيوعي الصيني، وتمت ترقيته إلى رتبة نائب وزير، وأصبح السكرتير السياسي لشي جين بينغ، ثم سكرتير لجنة الحزب البلدي في شنغهاي. في مايو 2012، تم تعيينه أمينا للجنة السياسية والقانونية للجنة بلدية شنغهاي للحزب الشيوعي الصيني، وانتخب عضوا مناوبا في اللجنة المركزية الثامنة عشرة للحزب الشيوعي الصيني في 14 نوفمبر من نفس العام. في مايو 2013، انتقل دينغ شيوشيانغ إلى اللجنة المركزية وشغل منصب نائب مدير المكتب العام للجنة المركزية للحزب الشيوعي الصيني ومدير مكتب الأمين العام للجنة المركزية للحزب الشيوعي الصيني. في حوالي يونيو 2015، تم تعيينه بوضوح كنائب مدير مسؤول عن العمل التنفيذي في المكتب العام للجنة المركزية (على مستوى وزير). وفي سبتمبر، رافق شي جين بينغ في زيارة إلى الولايات المتحدة.
في 25 أكتوبر 2017، انتخب دينغ شيوشيانغ البالغ من العمر 55 عاما عضوا في المكتب السياسي للجنة المركزية للحزب الشيوعي الصيني وأمينا لأمانة اللجنة المركزية للحزب الشيوعي الصيني في الجلسة العامة ال19 للجنة المركزية ال19 للحزب الشيوعي الصيني، وتمت ترقيته إلى رتبة نائب وزير، وأصبح زعيما للحزب والدولة، وشغل في الوقت نفسه منصب مدير المكتب العام للجنة المركزية للحزب الشيوعي الصيني وأمين لجنة عمل الأجهزة التابعة مباشرة للجنة المركزية. في 24 فبراير 2018، انتخب نائبا عن المؤتمر الوطني لنواب الشعب الثالث عشر. منذ 25 مارس 2018، شغل في الوقت نفسه منصب سكرتير اللجنة المركزية للحزب الشيوعي الصيني ولجنة عمل أجهزة الدولة المنشأة حديثًا.

## روابط خارجية
- Ding Xuexiang People 's Network China Leading Cadres Database

## اراء
- مكتب شي جين بينغ
  - مكتب الأمين العام للجنة المركزية للحزب الشيوعي الصيني
  - مكتب رئيس جمهورية الصين الشعبية
  - مكتب رئيس اللجنة العسكرية المركزية
- فصيل شي جين بينغ
  - مدير المكتب العام للجنة المركزية للحزب الشيوعي الصيني: لي تشانشو
  - مدير مكتب اللجنة المالية والاقتصادية المركزية: ليو هي
  - مدير مكتب رئيس اللجنة العسكرية المركزية: زونج شاوجون

قالب:S-before
| المناصب الحزبية السياسية قالب:S-before | المناصب الحزبية السياسية قالب:S-before | المناصب الحزبية السياسية قالب:S-before | '              | الحالي |
| ' قالب:S-before                        | ' قالب:S-after قالب:S-before           | ' قالب:S-after قالب:S-before           | ' قالب:S-after |        |
| مناصب حكومية قالب:S-before             | مناصب حكومية قالب:S-before             | مناصب حكومية قالب:S-before             | ' قالب:S-after |        |